# Albertina Sisulu

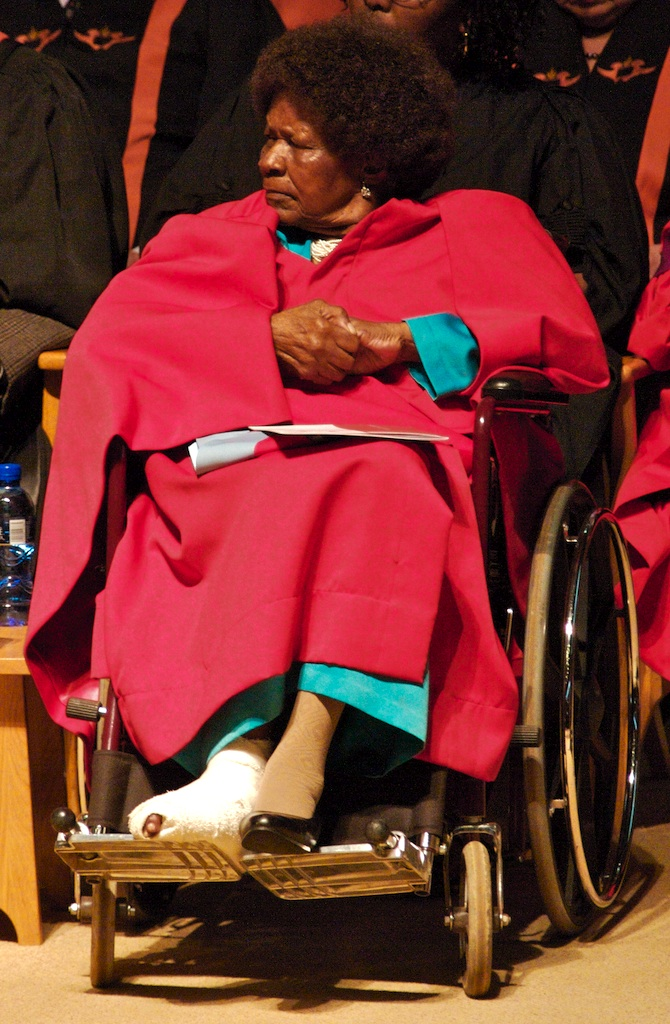
Đại học Johannesburg trao bằng tiến sĩ danh dự ('Doctor Litterarum et Philosophiae (honoris causa)') cho Albertina Sisulu để ghi nhận vai trò cách mạng của bà trong việc chống lại chính phủ trước năm 1994.

Nontsikelelo Albertina Sisulu (21 tháng 10 năm 1918 – 02 tháng 6 năm 2011)  là một nhà hoạt động người Nam Phi chống phân biệt chủng tộc, và vợ của nhà hoạt động Walter Sisulu (1912–2003). Bàđược công chúng Nam Phi gọi là Ma Sisulu một cách trìu mến trong suốt cuộc đời. Năm 2004, Sisulu được bầu chọn là người thứ 57 trong Những con người vĩ đại nhất của Nam Phi của SABC3. Bà qua đời vào ngày 2 tháng 6 năm 2011 tại nhà riêng của bà ở Linden, Johannesburg, Nam Phi, 92 tuổi.

## Đầu đời
Sinh ra Nontsikelelo Thethiwe tại quận Tsomo của Transkei vào ngày 21 tháng 10 năm 1918, bà là con thứ hai trong số năm người con của Bonilizwe và Monikazi Thethiwe. Mẹ của Sisulu sống sót sau Cúm Tây Ban Nha, nhưng liên tục bị ốm và rất yếu vì điều này. Sisulu, với tư cách là cô gái lớn nhất, đảm nhận vai trò làm mẹ cho những đứa em của mình. Bà phải nghỉ học trong thời gian dài, điều đó dẫn đến việc cô lớn hơn hai tuổi so với phần còn lại của lớp học trong năm cuối tiểu học. Bà đã nhận tên Albertina khi bắt đầu đi học tại một trường truyền giáo của Trưởng lão ở Xolobe.
Phẩm chất lãnh đạo và bản năng làm mẹ của bà đã nhấn mạnh sự tôn trọng mà cô có được trong cuộc đấu tranh khi cô được gọi là 'Mẹ của dân tộc'. Sisulu xuất sắc ở trường trong các hoạt động văn hóa và thể thao và cô đã thể hiện kỹ năng lãnh đạo ngay từ khi còn nhỏ khi Sisulu được chọn làm cô gái đứng đầu trong năm tiêu chuẩn.
Các bạn cùng lớp của Sisulu dường như không gặp bất tiện lớn vào thời điểm cô học xong tiểu học, sau đó khi Sisulu tham gia một cuộc thi để giành học bổng trung học bốn năm, điều này được tính chống lại cô khi cô bị loại khỏi giải thưởng mặc dù Sisulu đã ở vị trí đầu tiên. Tức giận vì sự đối xử không công bằng (các quy tắc cạnh tranh đã không đặt giới hạn độ tuổi cho giải thưởng) Các giáo viên của Sisulu đã viết cho tờ báo ngôn ngữ Xhosa địa phương, Imvo Zabantsundu, làm cho Sisulu được trao giải thưởng. Bài báo đã thu hút sự chú ý của các linh mục tại Phái bộ Công giáo La Mã địa phương, người sau đó đã liên lạc với Cha Bernard Huss tại Mariazell. Cha Huss đã sắp xếp một học bổng trung học bốn năm cho Sisulu tại Mariazell College. Gia đình Mnyila rất vui mừng và ăn mừng thành tích của Sisulu với toàn bộ ngôi làng, Sisulu nhớ lại rằng lễ kỷ niệm nói rằng "bạn sẽ nghĩ đó là một đám cưới".
Năm 1936, Sisulu rời trường Mariazell College ở Matatiele ở Đông Cape và mặc dù rất lo lắng, cô đã rất phấn khích khi thấy rằng một cô gái địa phương từ Xolobe là một quận trưởng tại Mariazell. Thói quen của trường này khá cứng nhắc và nghiêm ngặt, học sinh thức dậy lúc 4 giờ sáng để tắm rửa và dọn dẹp ký túc xá, sau đó họ sẽ tiến tới nhà nguyện để cầu nguyện buổi sáng. Mặc dù học bổng của Sisulu bao gồm ăn và chỗ ở của cô, cô phải trả lại trong kỳ nghỉ học bằng cách cày ruộng và làm việc trong phòng giặt ủi. Sisulu chỉ về nhà trong kỳ nghỉ tháng 12 nhưng cô thấy đây là một cái giá quá nhỏ để được học trung học.